# Will Benson
William Buchanan Benson (Atlanta, Georgia, 16 de junio de 1998), más conocido como Will Benson, es un jugador profesional estadounidense de béisbol que se desempeña en la posición de jardinero izquierdo en Cincinnati Reds, equipo de las Grandes Ligas de Béisbol (MLB).

## Carrera
Benson hizo su debut en la MLB con el equipo Cleveland Guardians, en el cual jugó una temporada (2022), después pasó a Cincinnati Reds, donde lleva jugando dos temporadas.